# Trachelas tranquillus
Trachelas tranquillus is een spinnensoort uit de familie van de Trachelidae.
De wetenschappelijke naam van de soort werd in 1847 gepubliceerd door Nicholas Marcellus Hentz.